# Kanton Le Louroux-Béconnais
Le Louroux-Béconnais is een voormalig kanton van het Franse departement Maine-et-Loire. Het kanton maakte deel uit van het arrondissement Angers. Het werd opgeheven bij decreet van 26 februari 2014 met uitwerking op 22 maart 2015.

## Gemeenten
Het kanton Le Louroux-Béconnais omvatte de volgende gemeenten:
- Bécon-les-Granits
- La Cornuaille
- Le Louroux-Béconnais (hoofdplaats)
- Saint-Augustin-des-Bois
- Saint-Clément-de-la-Place
- Saint-Sigismond
- Villemoisan